# 錢德勒擺動
錢德勒擺動（Chandler wobble），又译为錢德勒震颤，是地球自轉軸相對於地球表面的小幅度運動，由美國天文學家賽斯·卡羅·錢德勒發現於1891年。該運動以433日週期在地球表面擺動。錢德勒擺動和另一個週期一年的運動結合，使地球的極移週期為7年。

## 概要
錢德勒擺動是非球體旋轉時產生自由章動的例子。在某些混亂的狀況下，地球自轉軸指向恆星的方向也因為不同的週期而變化，除了速度最慢的歲差以外，這些由月球和太陽潮汐力引發的運動就稱為章動。
地球的自由章動是由艾薩克·牛頓在他的著作《自然哲学的数学原理》中預測，並且是萊昂哈德·歐拉在1755年進行的旋轉體動力學研究的一部分。基於當時所知道的地球扁率，歐拉預測運動週期是305日。數位和歐拉相同時期的天文學家找尋這個運動，但並未成功。錢德勒的貢獻就是在任何可能的週期尋找可能的運動。當錢德勒擺動被觀察到，它的實際週期和歐拉所預測的有差異，而西蒙·紐康解釋原因是地球並非剛體。對運動周期完整的解釋還涉及到地核是流體的事實以及海洋的存在，錢德勒擺動會讓海洋潮汐有6 mm的幅度變化，而這就是所有潮汐運動中唯一不是因為其他天體引起的「極潮」。儘管這振幅相當小，極潮的相關重力效應仍可容易地藉由超導重力儀偵測到（參見 Fig. 2.3 in Virtanen 2006）。
為了量測錢德勒擺動，國際緯度觀測所（International Latitude Observatory）於1899年成立，而錢德勒擺動也被稱為緯度擺動。該計畫在幾乎整個20世紀中提供了錢德勒擺動和周年擺動的資料，直到被新式量測方式取代為止。極移的監測現由国际地球自转服务負責。
錢德勒擺動自發現以來它的變化幅度一直在改變，有紀錄的最大變化幅度在1910年，並且從一個十年到另一個十年之間變化明顯。雖然它的變化量與地球內核的質量分布與角動量、大氣層、海洋或地殼（與地震相關）有關，但造成這長期變化的實際原因長期不明，這是因為沒有一個運動可以固定驅動這個擺動。
一個有發展前景的擺動來源理論是由喷气推进实验室的理察·格羅斯（Richard Gross）於2001年提出。他以大氣層和海洋的角動量進行電腦模擬，並顯示1985.0到1996.0年間錢德勒擺動是由大氣層和海洋運動耦合驅動，而海底的壓力波動是該驅動力的主導機制。格羅斯發現三分之二的驅動力是經由溫度與鹽度變化造成的海底壓力波動以及風力造成的海洋循環變化；剩下的三分之一則是由大氣層波動造成。

## 外部連結
- International Earth Rotation Service （页面存档备份，存于） (IERS)
- The United States Naval Observatory （页面存档备份，存于）
- Mystery of wobbly Earth solved （页面存档备份，存于）, July 19, 2000
- Major Anomaly In Chandler's Wobble （页面存档备份，存于）, Michael Mandeville
- （页面存档备份，存于）
- （页面存档备份，存于）